# Diócesis de Puno
La diócesis de Puno (en latín: Dioecesis Puniensis) es una circunscripción eclesiástica de la Iglesia católica en Perú. Se trata de una diócesis latina, sufragánea de la arquidiócesis de Arequipa. Desde el 25 de marzo de 2000 su obispo es Jorge Pedro Carrión Pavlich. 

## Territorio y organización
La diócesis tiene 18 310 km² y extiende su jurisdicción sobre los fieles católicos de rito latino residentes en parte del departamento de Puno, comprendiendo las provincias de: Azángaro, Lampa, San Román y Puno (excepto los distritos de: Ácora, Chucuito, Platería y Pichacani, que pertenecen a la prelatura territorial de Juli).
La sede de la diócesis se encuentra en la ciudad de Puno, en donde se halla la Catedral basílica de San Carlos Borromeo. Existe además el Santuario de Nuestra Señora de Cocharcas.
En 2021 en la diócesis existían 43 parroquias agrupadas en 4 decanatos:
Decanato de Puno
- Distrito de Puno
  - Parroquia El Sagrario (Catedral)
  - Parroquia Nuestra Señora de La Merced
  - Parroquia San Juan Bautista (Santuario de la Virgen de la Candelaria)
  - Parroquia San Martín
- Distrito de Amantaní
  - Parroquia San Simeón
- Distrito de Atuncolla
- Distrito de Paucarcolla
- Distrito de Coata
- Distrito de Huata
- Distrito de Mañazo
- Distrito de Capachica
  - Parroquia San Salvador
- Distrito de San Antonio
- Distrito de Tiquillaca
- Distrito de Vilque

Decanato de San Román
- Distrito de Juliaca
  - Parroquia Santa Catalina
  - Parroquia Cristo Rey
  - Parroquia Señor de Huanca
  - Parroquia Señor de los Milagros
- Distrito de San Miguel 
  - Parroquia Pueblo de Dios
- Distrito de Caracoto
  - Parroquia San Felipe

Decanato de Lampa
- Distrito de Lampa
- Distrito de Calapuja
- Distrito de Nicasio
- Distrito de Ocuviri
- Distrito de Palca
- Distrito de Paratía
- Distrito de Pucará
- Distrito de Santa Lucía
  - Parroquia Inmaculada Concepción
- Distrito de Vilavila
- Distrito de Cabanilla

Decanato de Azángaro
- Distrito de Azángaro
- Distrito de Achaya
- Distrito de Arapa
- Distrito de Asillo
- Distrito de Caminaca
- Distrito de Chupa
- Distrito de José Domingo Choquehuanca
- Distrito de Muñani
- Distrito de Potoni
- Distrito de Samán
- Distrito de San Antón
- Distrito de San Juan de Salinas
- Distrito de Santiago de Pupuja
- Distrito de Tirapata

## Historia
La diócesis fue erigida el 7 de octubre de 1861 con la bula In procuranda universalis Ecclesiae del papa Pío IX, obteniendo el territorio de la diócesis del Cuzco (hoy arquidiócesis del Cuzco) y de la arquidiócesis de La Paz.
En 1866 se fundó el seminario mayor de Puno cuyo patrón es san Ambrosio. En 1868 se celebró el Sínodo de Puno realizado por el obispo Juan Ambrosio Huerta. 
El 3 de agosto de 1957 cedió una parte de su territorio para la erección de la prelatura territorial de Juli mediante la bula Qui disponente del papa Pío XII.
El 30 de julio de 1958 cedió otra parte de su territorio para la erección de la prelatura territorial de Ayaviri mediante la bula Ex illis Dioecesibus del papa Pío XII.
Inicialmente sufragánea de la arquidiócesis de Lima, el 23 de mayo de 1944 pasó a ser sufragánea del recién promovida arquidiócesis de Arequipa.

## Estadísticas
Según el Anuario Pontificio 2022 la diócesis tenía a fines de 2021 un total de 641 325 fieles bautizados.
| Año                                                                             | Población            | Población | Población      | Sacerdotes | Sacerdotes    | Sacerdotes    | Bautizados por sacerdote | Diáconos permanentes | Religiosos | Religiosos | Parroquias |
| Año                                                                             | Bautizados católicos | Total     | % de católicos | Total      | Clero secular | Clero regular | Bautizados por sacerdote | Diáconos permanentes | Varones    | Mujeres    | Parroquias |
| ------------------------------------------------------------------------------- | -------------------- | --------- | -------------- | ---------- | ------------- | ------------- | ------------------------ | -------------------- | ---------- | ---------- | ---------- |
| 1950                                                                            | 799 000              | 800 000   | 99.9           | 48         | 30            | 18            | 16 645                   |                      | 23         | 34         | 72         |
| 1966                                                                            | 297 000              | 305 000   | 97.4           | 50         | 20            | 30            | 5940                     |                      | 50         | 51         | 13         |
| 1968                                                                            | 310 000              | 319 280   | 97.1           | 49         | 14            | 35            | 6326                     | 2                    | 49         | 48         | 17         |
| 1976                                                                            | 343 000              | 458 000   | 74.9           | 54         | 36            | 18            | 6351                     |                      | 23         | 31         | 32         |
| 1980                                                                            | 362 000              | 473 000   | 76.5           | 27         | 24            | 3             | 13 407                   |                      | 8          | 74         | 41         |
| 1987                                                                            | 537 000              | 631 000   | 85.1           | 38         | 23            | 15            | 14 131                   |                      | 19         | 52         | 42         |
| 1999                                                                            | 696 000              | 801 000   | 86.9           | 37         | 24            | 13            | 18 810                   |                      | 15         | 35         | 44         |
| 2000                                                                            | 487 844              | 560 749   | 87.0           | 37         | 23            | 14            | 13 184                   |                      | 17         | 36         | 43         |
| 2001                                                                            | 487 844              | 560 749   | 87.0           | 35         | 23            | 12            | 13 938                   |                      | 18         | 53         | 43         |
| 2002                                                                            | 515 182              | 606 096   | 85.0           | 35         | 24            | 11            | 14 719                   |                      | 17         | 39         | 26         |
| 2003                                                                            | 515 181              | 606 096   | 85.0           | 33         | 22            | 11            | 15 611                   |                      | 17         | 42         | 29         |
| 2004                                                                            | 515 182              | 606 096   | 85.0           | 32         | 22            | 10            | 16 099                   |                      | 14         | 41         | 44         |
| 2013                                                                            | 573 000              | 676 000   | 84.8           | 52         | 37            | 15            | 11 019                   |                      | 19         | 35         | 48         |
| 2016                                                                            | 627 740              | 713 342   | 88.0           | 50         | 34            | 16            | 12 554                   |                      | 19         | 33         | 49         |
| 2019                                                                            | 644 500              | 732 000   | 88.0           | 47         | 31            | 16            | 13 712                   |                      | 18         | 23         | 43         |
| 2021                                                                            | 641 325              | 736 802   | 87.0           | 53         | 36            | 17            | 12 100                   |                      | 19         | 35         | 43         |
| Fuente: Catholic-Hierarchy, que a su vez toma los datos del Anuario Pontificio. |                      |           |                |            |               |               |                          |                      |            |            |            |

## Episcopologio
- Mariano Chacón y Becerra † (17 de junio de 1861-13 de abril de 1863 renunció)
- Juan María Ambrosio Huerta Galván † (2 de noviembre de 1864-23 de junio de 1875 renunció)
- Pedro José Chávez Ponce † (25 de julio de 1875-11 de marzo de 1879 falleció)
- Juan Capistrano Estévanes y Seminario, O.F.M. † (23 de marzo de 1880-1 de octubre de 1880 falleció)
  - Sede vacante (1880-1889)
- Ismael Puyrredón † (14 de febrero de 1889-28 de agosto de 1908 renunció[nota 1])
- Valentín Ampuero, C.M. † (16 de marzo de 1909-2 de diciembre de 1914 falleció)
  - Sede vacante (1914-1923)
- Fidel María Cosió y Medina † (7 de enero de 1923-14 de mayo de 1933 falleció)
- Salvador Herrera y Pinto, O.F.M. † (21 de diciembre de 1933-5 de abril de 1948 renunció[nota 2])
- Alberto María Dettmann y Aragón, O.P. † (28 de junio de 1948-6 de febrero de 1959 nombrado obispo de Ica)
- Julio González Ruiz, S.D.B. † (2 de marzo de 1959-1 de julio de 1972 renunció)
- Jesús Mateo Calderón Barrueto, O.P. † (3 de noviembre de 1972-14 de febrero de 1998 retirado)
  - Sede vacante (1998-2000)
- Jorge Pedro Carrión Pavlich, desde el 25 de marzo de 2000[nota 3]